# Medaile Za přínos k národní bezpečnosti
Medaile Za přínos k národní bezpečnosti (kazašsky Ұлттық қауіпсіздікті қамтамасыз етудегі үлесі үшін) je rezortní vyznamenání Výboru národní bezpečnosti Kazachstánu založené prezidentem Nursultanem Nazarbajevem 27. května 2002. Udílen je příslušníkům Výboru pro národní bezpečnost Kazachstánu.

## Historie
Medaile byla založena kazachstánským prezidentem Nursultanem Nazarbajevem prezidentským dekretem č. 882 O některých otázkách  symbolů a rezortních vyznamenáních národních bezpečnostních orgánů Republiky Kazachstán ze dne 27. května 2002. Status vyznamenání byl upraven dekretem prezidenta č. 377 ze dne 14. září 2012.

## Pravidla udílení
Medaile je udílena příslušníkům Výboru pro národní bezpečnost Republiky Kazachstán. Udílena je za dovednou organizaci provozní a služební činnosti k zajištění bezpečnosti jednotlivců i společnosti, ochranu ústavního pořádku, státní suverenity, územní celistvosti, ekonomického, vědeckého, technického a obranného potenciálu státu. Dále je udílena za úspěšnou organizaci a provádění zpravodajských, kontrarozvědných a bojových operací na ochranu zájmů národní bezpečnosti Kazachstánu. Udílena je i za profesionální realizaci složitých speciálních technických akcí, dovedné školení vysoce kvalifikovaného personálu pro orgány národní bezpečnosti, za úspěchy v základním i aplikovaném vědeckém výzkumu o problémech zajištění národní bezpečnosti, za zvláštní osobní přínos při řešení úkolů v divizích zajišťujících provozní a servisní činnosti vnitrostátních bezpečnostních orgánů Kazachstánu.

## Insignie

### 2002–2012
Medaile kulatého tvaru o průměru 34 mm je vyrobena ze žlutého kovu. Medaile má vyčnívající okraj vysoký 1 mm a široký 1,5 mm. V horní části medaile je symbol domu či státu o průměru 12 mm. Pod ním je stylizovaná hlava orla, symbolizující obránce domu, lidu a státu. Na okraji medaile je nápis Улттык кауiпсiздiктi камтамасыз етудегi улесi ушiн. Výška písmen je 2 mm. Pod hlavou orla je stuha s nápisem Қазақстан. Šířka stuhy je 4 mm a výška písmen 2 mm.
Stuhou z hedvábného moaré je potažena kovová destička ve tvaru šestiúhelníku. Destička je vysoká 55 mm a široká 34 mm. Stuha je modrá se dvěma žlutými pruhy širokými 3 mm. Vzdálenost mezi žlutými proužky je 10 mm. Od okraje jsou proužky umístěny ve vzdálenosti 9 mm. Spodní část destičky je orámována zlatými olivovými ratolestmi. Větvičky mají čtyři olivové listy se třemi plody.

### Od 2012
Medaile kulatého tvaru o průměru 34 mm je vyrobena ze žlutého kovu. Medaile má vyčnívající okraj vysoký 1 mm a široký 1,5 mm. Ve středu je sedmicípá hvězda s vínově červeně smaltovanými cípy s konvexními fasetovanými vrcholy, umístěná na základně se sedmi tupými zlatými paprsky. Průměr hvězdy v jejích vrcholcích je 30 mm. Povrch medaile je lesklý. Ve středu hvězdy je modře smaltovaný štít se stylizovaným symbolem státu či domu o průměru 14 mm. Ve vnějším lemu středového medailonu je stříbřitý nápis ҰЛТТЫҚ ҚАУІПСІЗДІКТІ ҚАМТАМАСЫЗ ЕТУДЕГІ ҮЛЕСІ ҮШІН.

Stuhou z hedvábného moaré je potažena kovová destička ve tvaru šestiúhelníku. Destička je vysoká 44 mm a široká 32 mm. Stuha je modrá se dvěma žlutými pruhy širokými 3 mm. Vzdálenost mezi žlutými proužky je 8 mm. Od okraje jsou proužky umístěny ve vzdálenosti 9 mm. Spodní část destičky je orámována zlatými vavřínovými ratolestmi. Větvičky jsou tvořeny čtyřmi vavřínovými listy.

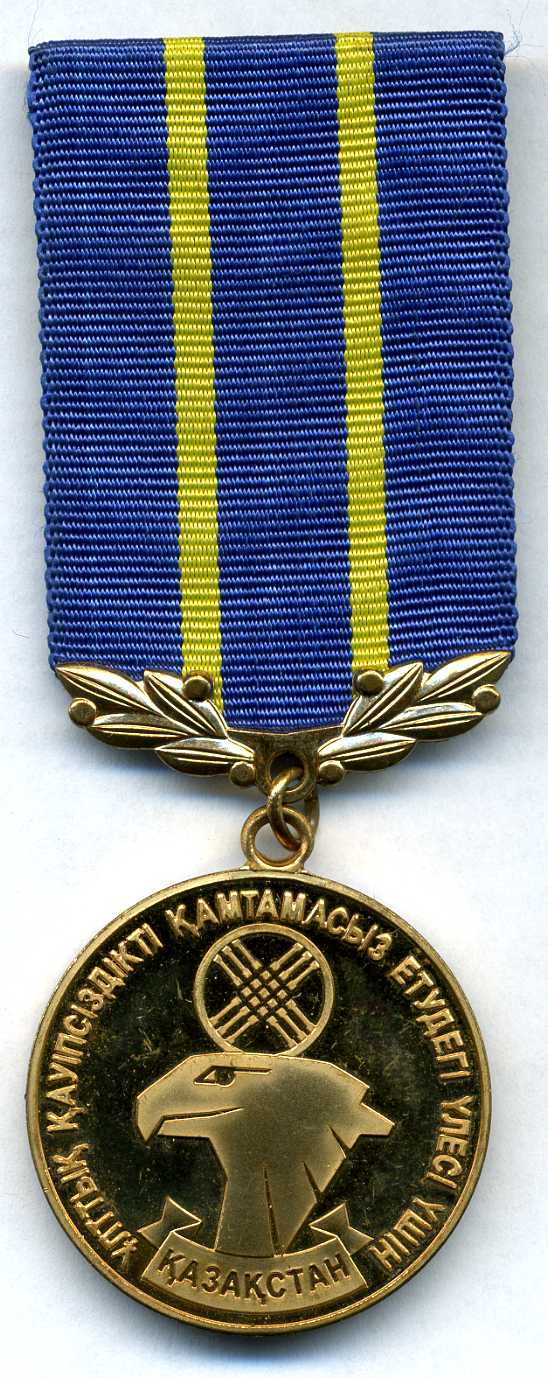
Medaile užívaná v letech 2002–2012